# تغير المناخ في الهند

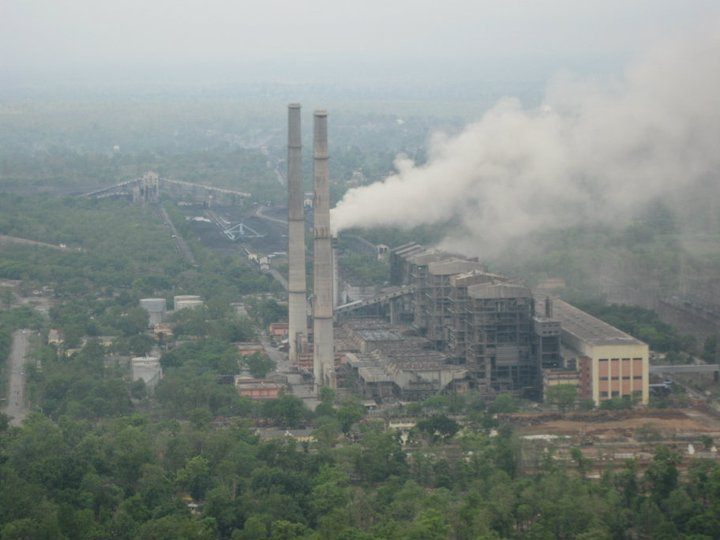
محطة توليد الكهرباء تعمل بالفحم في ساتبورا

يؤثر تغير المناخ في الهند تأثيرًا عميقًا على البلاد، التي احتلت المرتبة الرابعة في قائمة البلدان الأكثر تضررًا من تغير المناخ في الفترة الممتدة منذ 1996 حتى 2015. تنبعث من الهند نحو 3 جيجا طن من مكافئ ثاني أكسيد الكربون من غازات الدفيئة سنويًا؛ نحو طنين ونصف للفرد، أي نصف المتوسط العالمي. تنبعث من البلاد 7% من الانبعاثات العالمية. يتسبب ارتفاع درجات الحرارة في هضبة التبت في تراجع الأنهار الجليدية في جبال الهيمالايا، مهددًا معدل تدفق نهر الغانج وبراهمابوترا وجمنة والأنهار الرئيسية الأخرى؛ تعتمد سبل عيش مئات آلاف المزارعين على هذه الأنهار. يشير تقرير الصندوق العالمي للطبيعة (دبليو دبليو إف) لعام 2007 إلى احتمال جفاف نهر السند للسبب نفسه. تتزايد وتيرة موجات الحرارة وقوتها في الهند بسبب تغير المناخ. ويتوقع أن يزداد شيوع الانهيارات الأرضية والفيضانات الشديدة في ولايات مثل ولاية آسام.
أفاد معهد إنديرا غاندي لأبحاث التنمية أنه إذا تحققت التوقعات المتعلقة بالاحترار العالمي التي قدمتها اللجنة الدولية للتغيرات المناخية، فقد تتسبب العوامل المناخية في انخفاض الناتج المحلي الإجمالي للهند بنسبة تصل إلى 9%. وسيسهم ذلك في تغير مواسم زراعة المحاصيل الرئيسية مثل الأرز، الذي قد ينخفض إنتاجه بنسبة 40%.

## انبعاثات غازات الدفيئة

انبعاثات ثاني أكسيد الكربون في الهند أقل بكثير من الصين ولكنها ترتفع بسرعة أكبر.

تنتج الهند نسبة أقل بكثير من ثاني أكسيد الكربون لكل شخص مقارنةً بالمناطق الأساسية الأخرى.

تشكل انبعاثات غازات الدفيئة من الهند ثالث أكبر نسبة انبعاثات في العالم ومصدرها الرئيسي هو الفحم. تنبعث من الهند نحو 3 جيجا طن من مكافئ ثاني أكسيد الكربون من غازات الدفيئة سنويًا؛ نحو طنين ونصف للفرد، وهو نصف المتوسط العالمي. تنبعث من البلاد 7% من الانبعاثات العالمية.
أصبحت هذه الأرقام غير مؤكدة تمامًا منذ عام 2019، لكن يمكن الوصول إلى حصر انبعاثات غازات الدفيئة الشامل. يمكن أن يحقق تخفيض انبعاثات غازات الدفيئة، وبالتالي تلوث الهواء في الهند، فوائد صحية تعادل 4 إلى 5 أضعاف التكلفة، والتي ستكون الأكثر فعالية من حيث التكلفة في العالم.
بلغت كثافة الكربون في الهند للناتج المحلي الإجمالي منذ عام 2014 ضعف المتوسط العالمي. تضمنت التزامات اتفاقية باريس خفض هذه الكثافة بنسبة 33-35% بحلول عام 2030. انبعث من الهند 2,600 طن متري من مكافئ ثاني أكسيد الكربون في عام 2014 (2,300 مليون طن وفقًا لاستخدام الأراضي وتغيير استخدام الأراضي والحراجة). يتوقع برنامج الأمم المتحدة للبيئة أن الانبعاثات السنوية للفرد في الهند ستتراوح بين 3 و4 أطنان بحلول عام 2030.
أشارت التقديرات في عام 2019 إلى انبعاث 27% من غازات الدفيئة العالمية من الصين، تلتها الولايات المتحدة بنسبة 11%، ثم الهند بنسبة 6.6%.

### الطاقة
تعد الطاقة في الهند المصدر الرئيسي للانبعاثات. إذ دعم الوقود الأحفوري منذ عام 2019 أكثر من الطاقة النظيفة.

#### توليد الكهرباء
ولدت ثلاثة أرباع الكهرباء منذ عام 2019 نتيجةً حرق الوقود الأحفوري. زادت انبعاثات الطاقة بمقدار 1,563 ميغا طن من مكافئ ثاني أكسيد الكربون منذ 1990 حتى 2014. وولدت أكثر من 74% من الطاقة عن طريق الفحم في عام 2014.

##### محطات توليد الطاقة العاملة بالفحم
تستورد الهند الفحم لحرقه، بالإضافة إلى الفحم الناتج من عمليات التعدين، في محطات الطاقة التي تعمل بالفحم في الهند. يستبعد بناء مصانع جديدة، ويحتمل إغلاق المصانع القديمة والملوثة ولكن قد يحرق المزيد من الفحم في المصانع المتبقية.

#### وقود النقل
تنتج 90% من انبعاثات النقل عن النقل البري.

### الوقود المنزلي
يوفر التحول من الوقود التقليدي إلى الغاز النفطي المسال والكهرباء فوائد صحية ومناخية.

### الصناعة
تصدر ربع الانبعاثات الصناعية بشكل رئيسي من إنتاج الأسمنت والحديد والصلب. زاد استهلاك الوقود في القطاع الصناعي بنسبة 406% بين عامي 2000 و2014.
استهلكت الصناعة أيضًا 42% من الطاقة منذ عام 2014.

### الزراعة
زادت الانبعاثات الزراعية بنسبة 25% بين عامي 2005 و2014، ويرجع ذلك جزئيًا إلى الزيادات الكبيرة في استخدام الأسمدة الاصطناعية.

### المخلفات
انبعث 78 مليون طن من مكافئ ثاني أكسيد الكربون في عام 2014.

## التأثيرات على البيئة الطبيعية

### تغيرات درجات الحرارة والطقس
ارتفعت درجات الحرارة في الهند بمقدار 0.7 درجة مئوية (1.3 درجة فهرنهايت) بين عامي 1901 و2018، ما أدى إلى تغير المناخ في الهند.
تشير دراسة أجريت عام 2018 إلى زيادة حالات الجفاف في شمال وشمال غرب الهند في المستقبل القريب. ويرجح أن تواجه معظم أجزاء الهند حالات جفاف أكثر وأشد مع اقتراب نهاية القرن.
تحمل زيادة شيوع الانهيارات الأرضية والفيضانات الشديدة شائعة في ولايات مثل ولاية آسام.

### ارتفاع مستوى سطح البحر

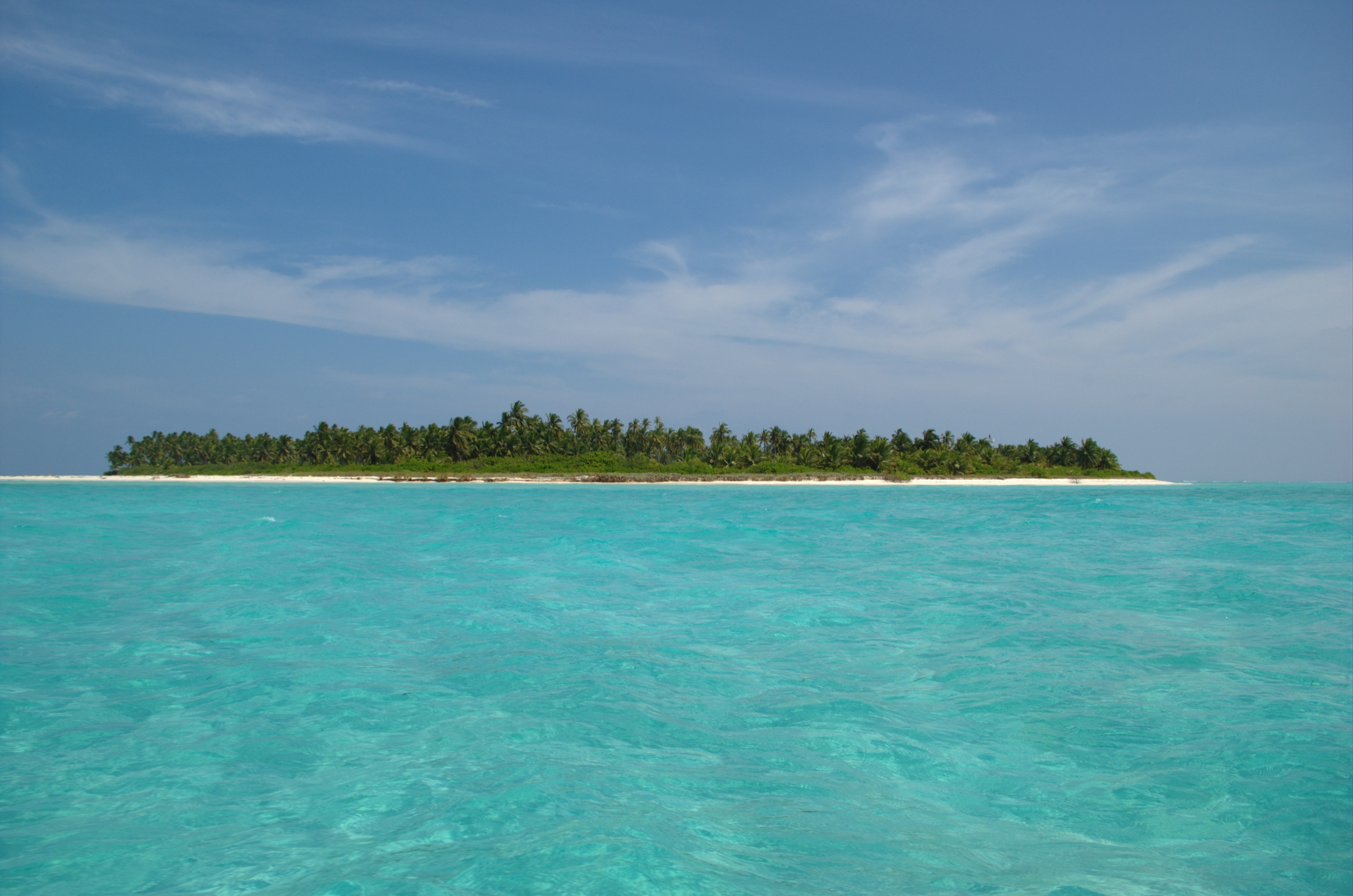
قد تغمر جزر لاكشادويب الصغيرة المنخفضة بسبب ارتفاع مستوى سطح البحر المرتبط بتغير المناخ.

تخشى ولاية ميغالايا وغيرها من الولايات الشمالية الشرقية أن يؤدي ارتفاع مستوى سطح البحر إلى غمر معظم أنحاء بنغلاديش ويؤدي إلى أزمة لاجئين. إذا حدثت تغيرات مناخية شديدة، فقد تفقد بنغلاديش وأجزاء مجاورة من الهند مساحات شاسعة من الأراضي الساحلية.
نزح آلاف الأشخاص بسبب الارتفاع المستمر في مستوى سطح البحر الذي أدى إلى غرق الجزر المنخفضة في سونداربانس.

### موارد المياه
يتسبب ارتفاع درجات الحرارة في هضبة التبت في تراجع الأنهار الجليدية في جبال الهيمالايا، مهددًا معدل تدفق نهر الغانج وبراهمابوترا وجمنة والأنهار الرئيسية الأخرى؛ تعتمد سبل عيش مئات آلاف المزارعين على هذه الأنهار. ويشير تقرير الصندوق العالمي للطبيعة (دبليو دبليو إف) لعام 2007 إلى احتمال جفاف نهر السند للسبب نفسه.

### النظم البيئية
يحتمل أيضًا أن تصبح الكوارث البيئية، مثل حدث تبيض المرجان عام 1998 الذي قضى على أكثر من 70% من الشعاب المرجانية في النظم البيئية للشعاب المرجانية قبالة لاكشادويب وجزر أندامان، الناتج عن ارتفاع درجات حرارة المحيط المرتبطة بالاحترار العالمي، أكثر شيوعًا.

## التأثيرات على الناس

### التأثيرات الاقتصادية
تملك الهند أعلى كلفة اجتماعية للكربون في العالم. أفاد معهد إنديرا غاندي لأبحاث التنمية أنه إذا تحققت التوقعات المتعلقة بالاحترار العالمي التي قدمتها اللجنة الدولية للتغيرات المناخية، فقد تتسبب العوامل المناخية في انخفاض الناتج المحلي الإجمالي للهند بنسبة تصل إلى 9%. وسيسهم ذلك في تغير مواسم زراعة المحاصيل الرئيسية مثل الأرز، الذي قد ينخفض إنتاجه بنسبة 40%.

#### الزراعة
سيكون لتغير المناخ في الهند آثارًا متفاوتة على أكثر من 400 مليون شخص يمثلون فقراء الهند. إذ يعتمد الكثيرون على الموارد الطبيعية للحصول على طعامهم ومأواهم ودخلهم. يعمل أكثر من 56% من سكان الهند في الزراعة، بينما يكسب آخرون عيشهم في المناطق الساحلية.